# تام اونز
تام اونز (انگلیسی: Tom Evans; ۵ ژوئن ۱۹۴۷ – ۱۹ نوامبر ۱۹۸۳) یک موسیقی‌دان، ترانه‌سرا، خواننده-ترانه‌پرداز و گیتارنواز اهل بریتانیا بود. وی بین سال‌های ۱۹۶۳ تا ۱۹۸۳ میلادی فعالیت می‌کرد. اغلب کارهای قابل توجه او هنگام همراهی‌اش با گروه بدفینگر شکل گرفته‌است. از ترانه‌های مشهور او، ترانه بدون تو است که با همراهی پیتر هم ساخته شده و برندهٔ جایزهٔ آیور نوولو (ترانه و موسیقی) در ۱۹۷۲ شده‌است. او در ۱۹ نوامبر ۱۹۸۳ خودکشی کرد.